# Pungitius sinensis
Pungitius sinensis är en fiskart som först beskrevs av Guichenot, 1869.  Pungitius sinensis ingår i släktet Pungitius och familjen spiggfiskar. Inga underarter finns listade i Catalogue of Life.